# Culture de l'Europe

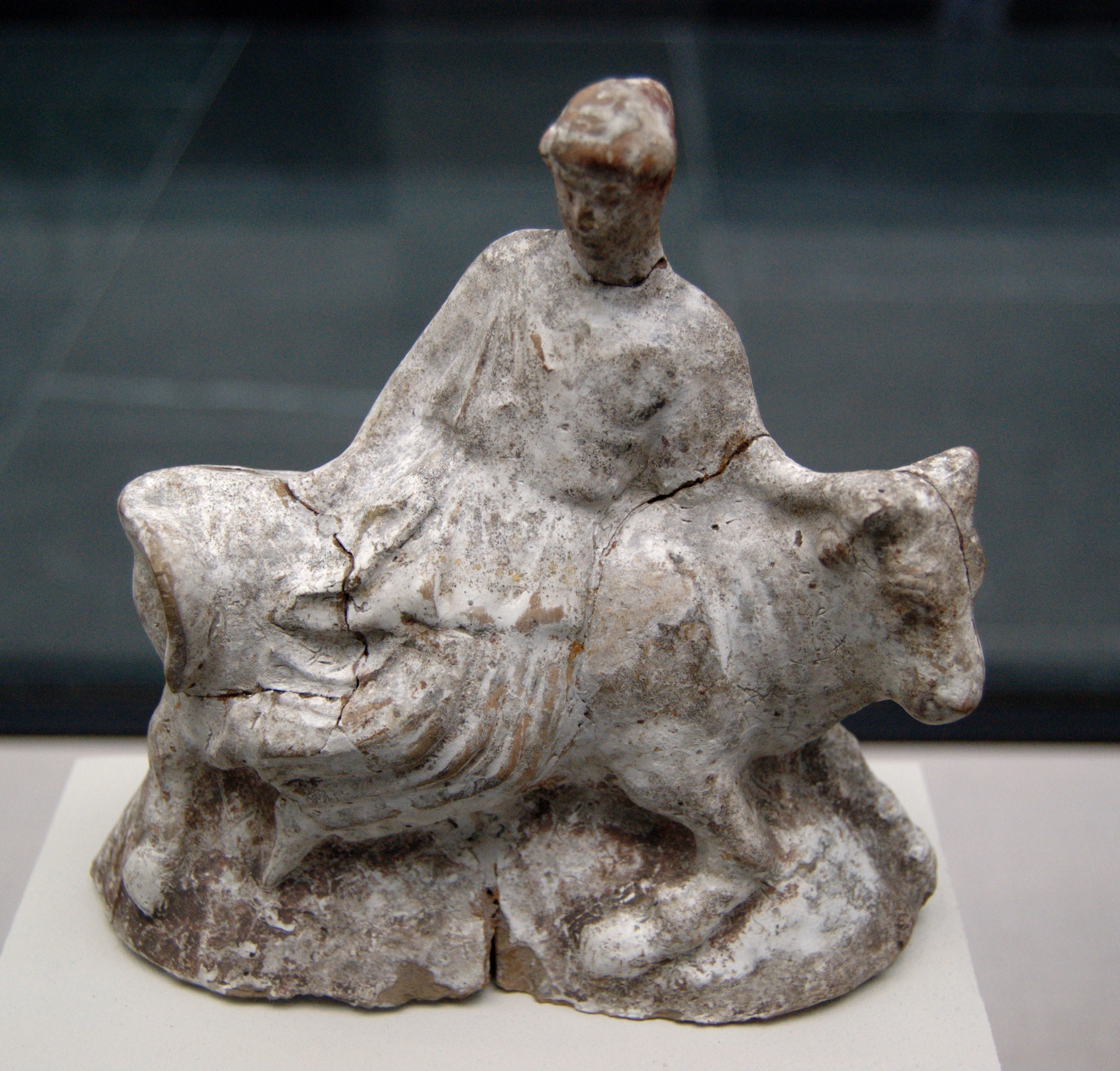
Mythe
Europe sur le taureau, terre cuite d'Athènes, 480-460 av. J.-C., Staatliche Antikensammlungen

La culture de l'Europe comprend l'art, l'architecture, le cinéma, les différents types de musique, la littérature et la philosophie qui proviennent du continent européen. L’Europe, comme d’autres régions du monde, est connue pour son important patrimoine culturel. Anciens et modernes, les lieux culturels sont répartis dans l’ensemble des états membres de l’Union et constituent autant d’éléments de la diversité culturelle du continent.
Le nom Europe est celui d'une divinité grecque. Il désigne également les terres qui se situe à l'Ouest de l'Asie et des pays du soleil levant.
Le terme de culture européenne est ancien, car sa signification dépend beaucoup de la période historique à laquelle il se réfère et aussi parce que l'Europe présente une diversité culturelle interne (et a souvent assimilé des apports et des influences non européennes). Il existe plusieurs clivages culturels à travers le continent et les mouvements culturels innovants sont en désaccord les uns avec les autres. Cette culture peut aussi être décrite au mieux comme une série de cultures qui se chevauchent, et impliquant des questions d'Occident contre l'Orient, et de christianisme contre l'islam.

## Géographie
Le continent ne désigne pas de réalité homogène, il existe une Europe géographique, qui ne recouvre pas exactement l’Europe historique. Au plan géographique, voilà 7000 ans, existait le Doggerland (la Manche et la Mer du Nord étaient émergées). Les hommes ont pu voyager dans des territoires encore plus vastes qu'aujourd'hui. L'insularisation nord-ouest-européenne à la suite de la sortie de l'ère glaciaire, a créé de nouvelles conditions géostratégiques et géopolitiques. Mais l'Europe est davantage une construction culturelle que géographique. Elle a acquis une certaine unité par apports successifs tout au long de son Histoire.

## Histoire de l'Europe

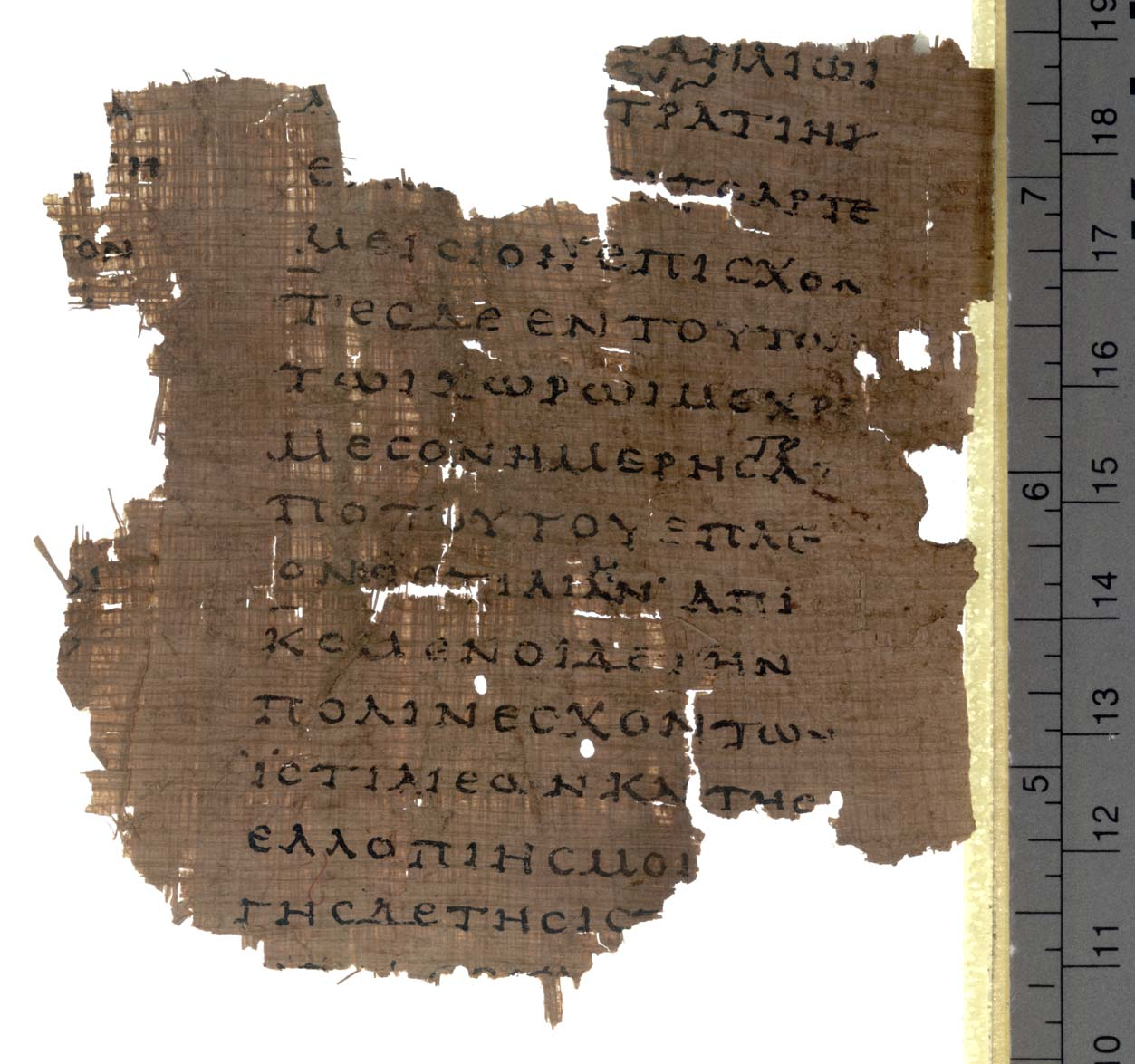
Le papyrus d'Oxyrhynque, d'Hérodote.

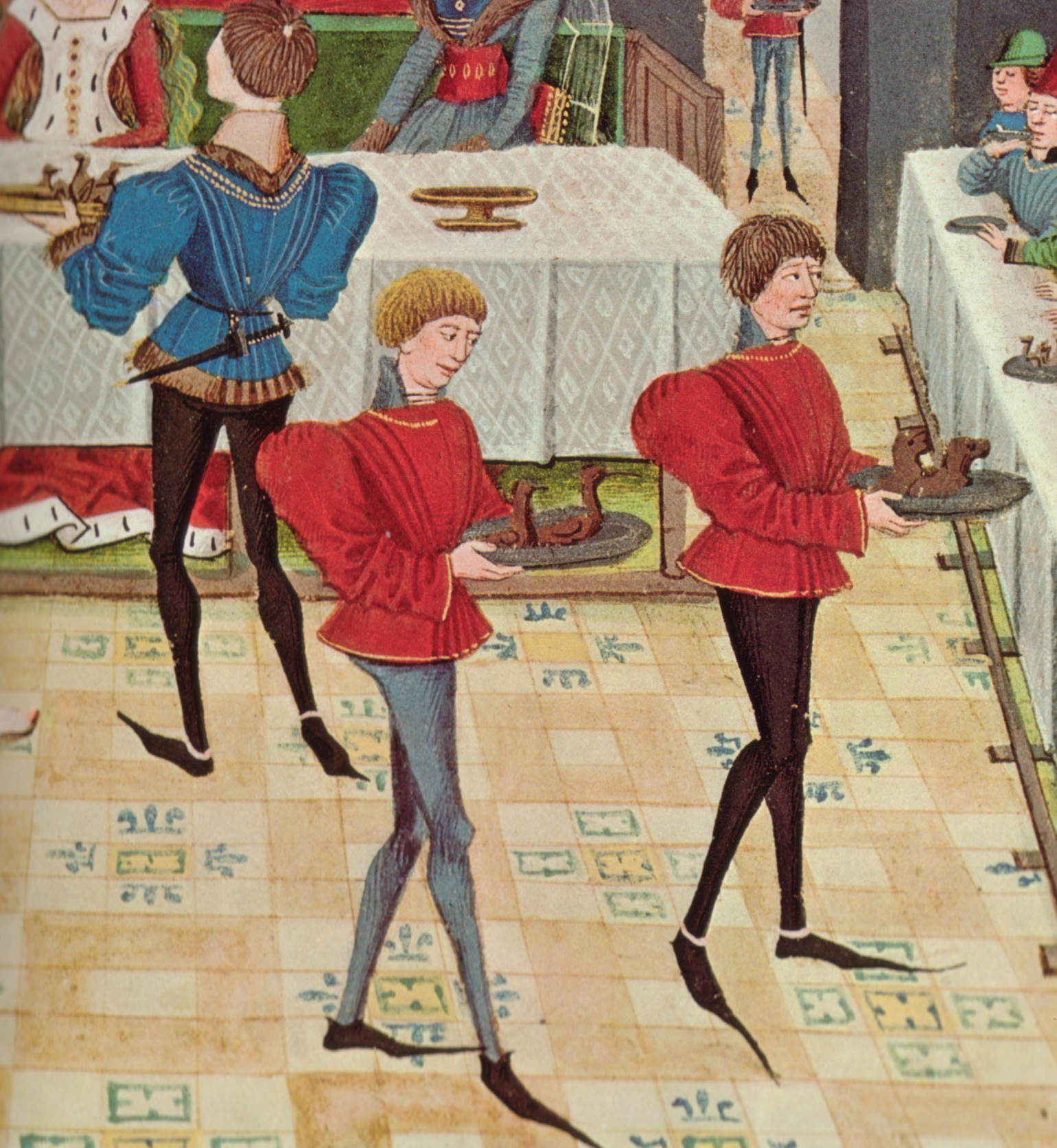
La société du Moyen Âge - peinture.

### Origines indo-européennes
Des cultivateurs anatoliens (-6500), s'assimilèrent aux peuplements mésolithiques de chasseurs-cueilleurs, la culture Yamna prit l'ascendant à l'âge du bronze voilà 6000 ans (-4000) en provenance du Caucase, tout en s'accouplant avec ses prédécesseurs (notamment les hommes yamnayas avec les femmes locales),,. Suivirent la culture de la céramique cordée (-3500), la culture des vases campaniformes (-3000) et la culture des champs d'urnes (-1500). De ce fond émergèrent les cultures germano-scandinaves, ibères, ligures et celtes progressivement voilà 3000 ans (-1000). Les Méditerranéens gréco-romains, de même, connurent de plus fréquentes relations avec les mondes moyen-orientaux et maghrébins d'époque, avec notamment la fameuse Égypte des pharaons.
L'histoire de l'Europe est une des parties les mieux documentées, étudiées et connues de l’histoire mondiale et fait référence à l'ensemble des événements liés au continent européen, depuis qu'il a été peuplé par les premiers peuples jusqu'à aujourd'hui. Selon la monographie allemande Minderheitenrechte in Europa coéditée par Pan et Pfeil (2002), il existe 87 peuples distincts en Europe, dont 33 constituent la majorité de la population dans au moins un État souverain, tandis que les 54 autres constituent des groupes ethniques minoritaires.
Le mot « Europe » est très ancien – on le trouve chez Hérodote et déjà deux siècles auparavant chez un contemporain du poète Hésiode (VIIe siècle av. J.-C.). Après la prise de conscience des Grecs soudés par des valeurs communes les distinguant fortement des Orientaux qui ont alors la figure des Perses, l'Europe ainsi émergente prend sa première forme avec la constitution d'un Empire romain d'ampleur méditerranéenne mais qui reste occidental par bien des aspects, le christianisme donnant finalement un contenu original à cette forme.
Le commerce international connait un développement sans précédent à la fin du Moyen Age. Il a pris son essor à Venise, cité-État ouverte sur le monde. Libérée des contraintes de la société féodale et de son organisation par métiers, Venise est la première à comprendre l’importance du libre-échange.
C'est en Europe que se développe la révolution industrielle, née vers 1780 au Royaume-Uni, où des progrès techniques (acier, machine à vapeur, rails) permettant d'exploiter l'énergie fossile du charbon, infiniment plus puissante (parce qu'elle représente des millions d'années d'accumulation) que les énergies renouvelables (humaine, des animaux de trait, vent et rivières pour la navigation et les moulins). Cette révolution s'étend vers 1830 à la France, la Belgique et la Suède, vers 1850 à l'Allemagne et l'Autriche, vers 1880 à la Suisse et à l'Italie, vers 1900 à la Russie. L'Europe se couvre de mines de charbon, de hauts-fourneaux, de filatures, de voies ferrées, de lignes télégraphiques. Depuis le monde a connu d’autres révolutions économiques, toujours initiées par une innovation technologique ; la dernière en date : internet et les nouvelles technologies de l’information et de la communication qui ont permis la mondialisation.

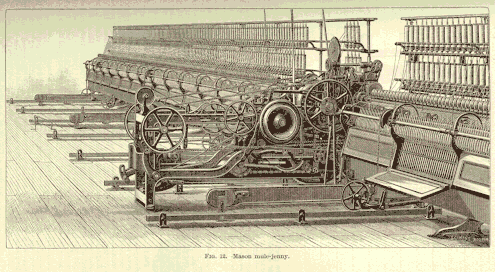
Machine à filer mule-jenny, résultat d'innovations incrémentales depuis le début du XVIIIe siècle.
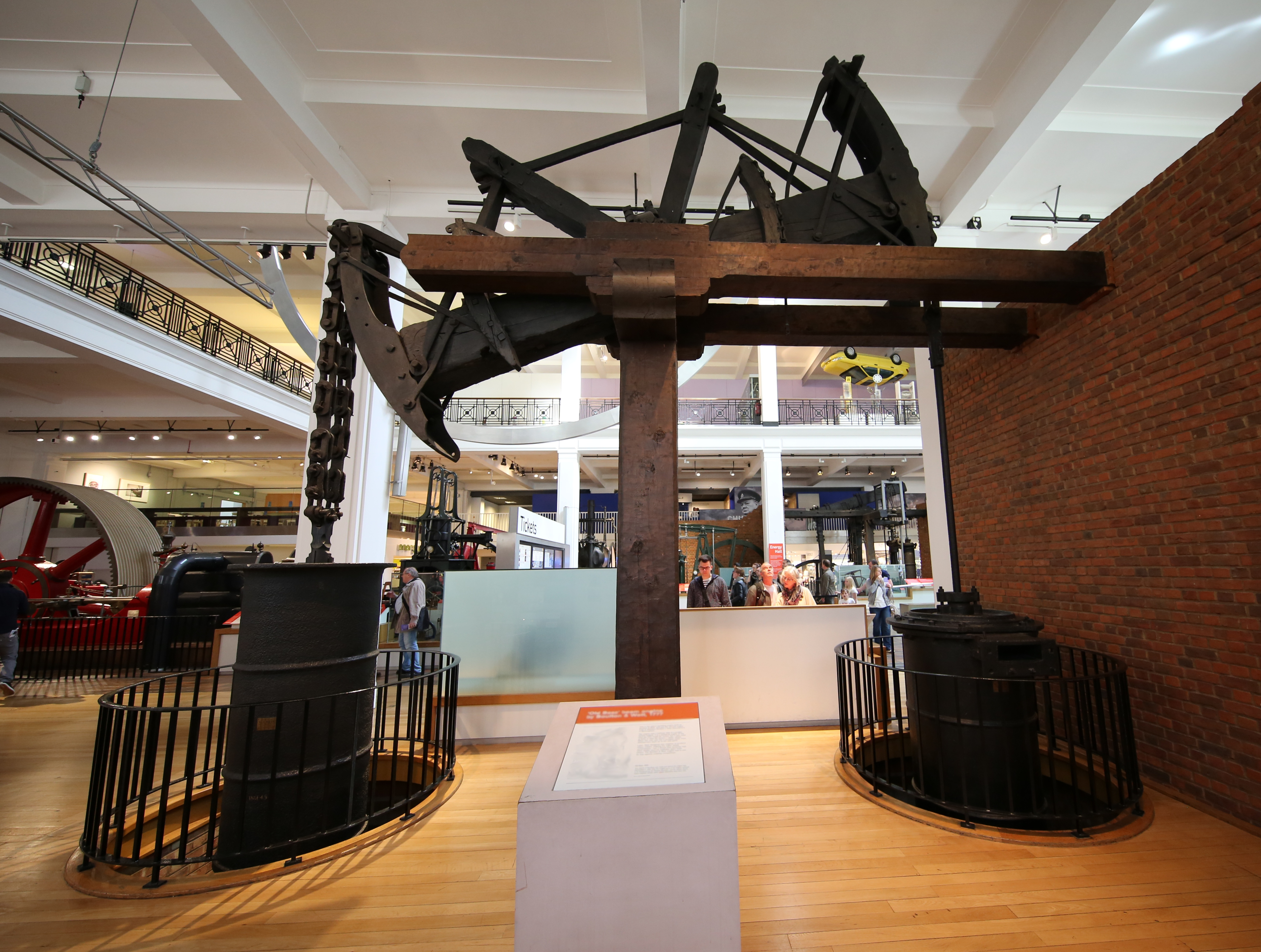
Machine à vapeur de James Watt conçue en 1769.
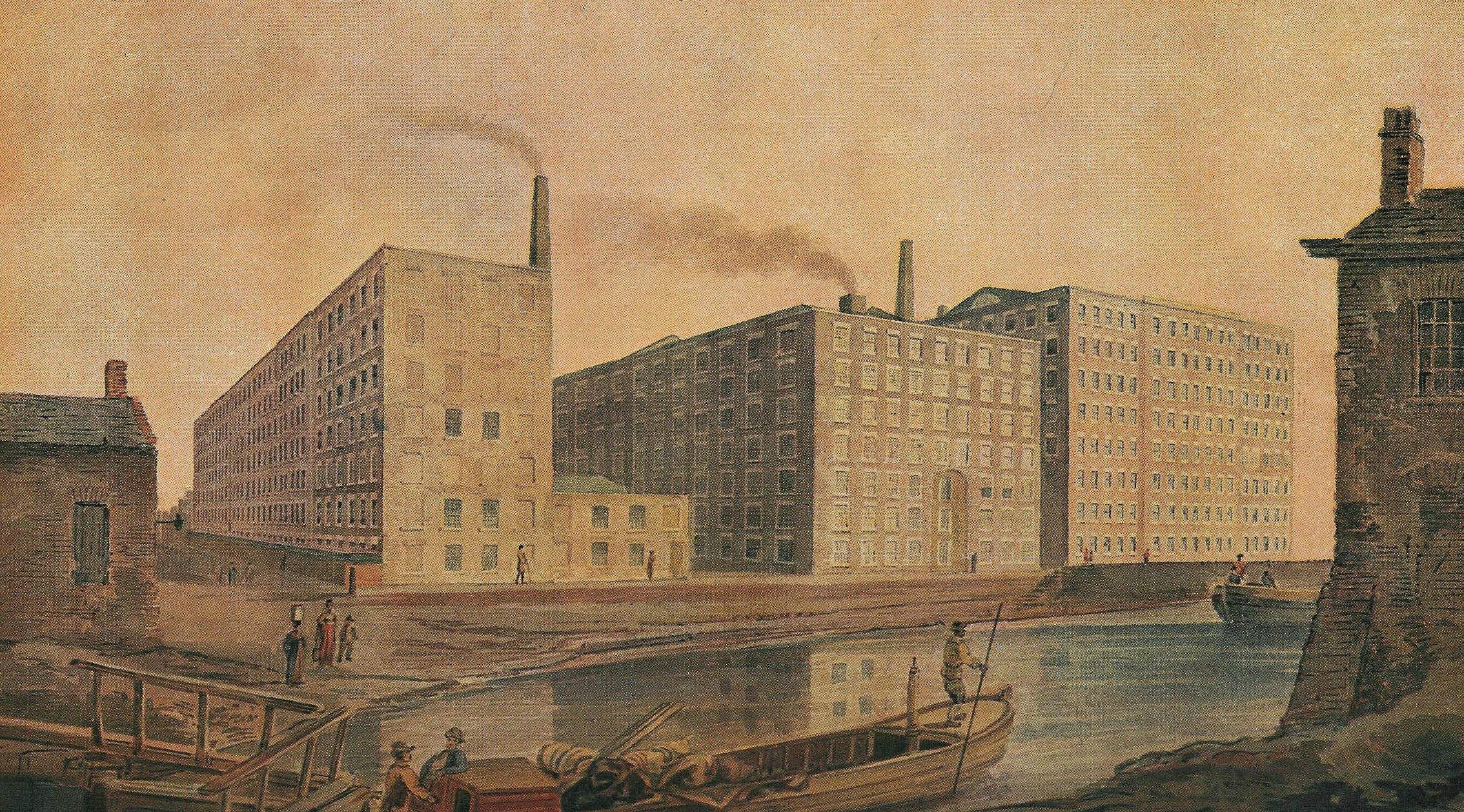
Usines de filage mécanique du coton à Manchester vers 1820.
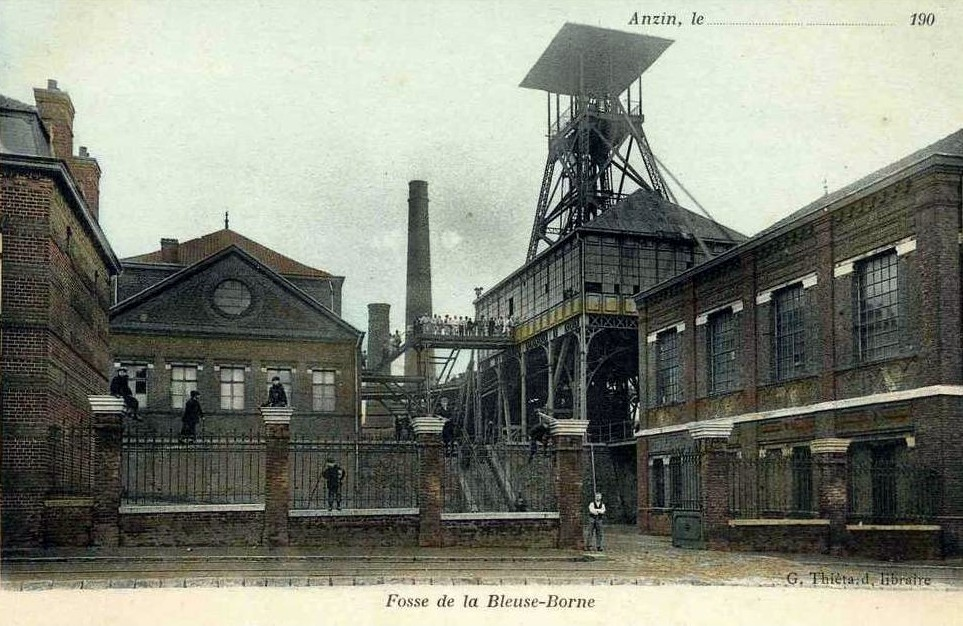
Fosse de la Compagnie des mines d'Anzin (France).
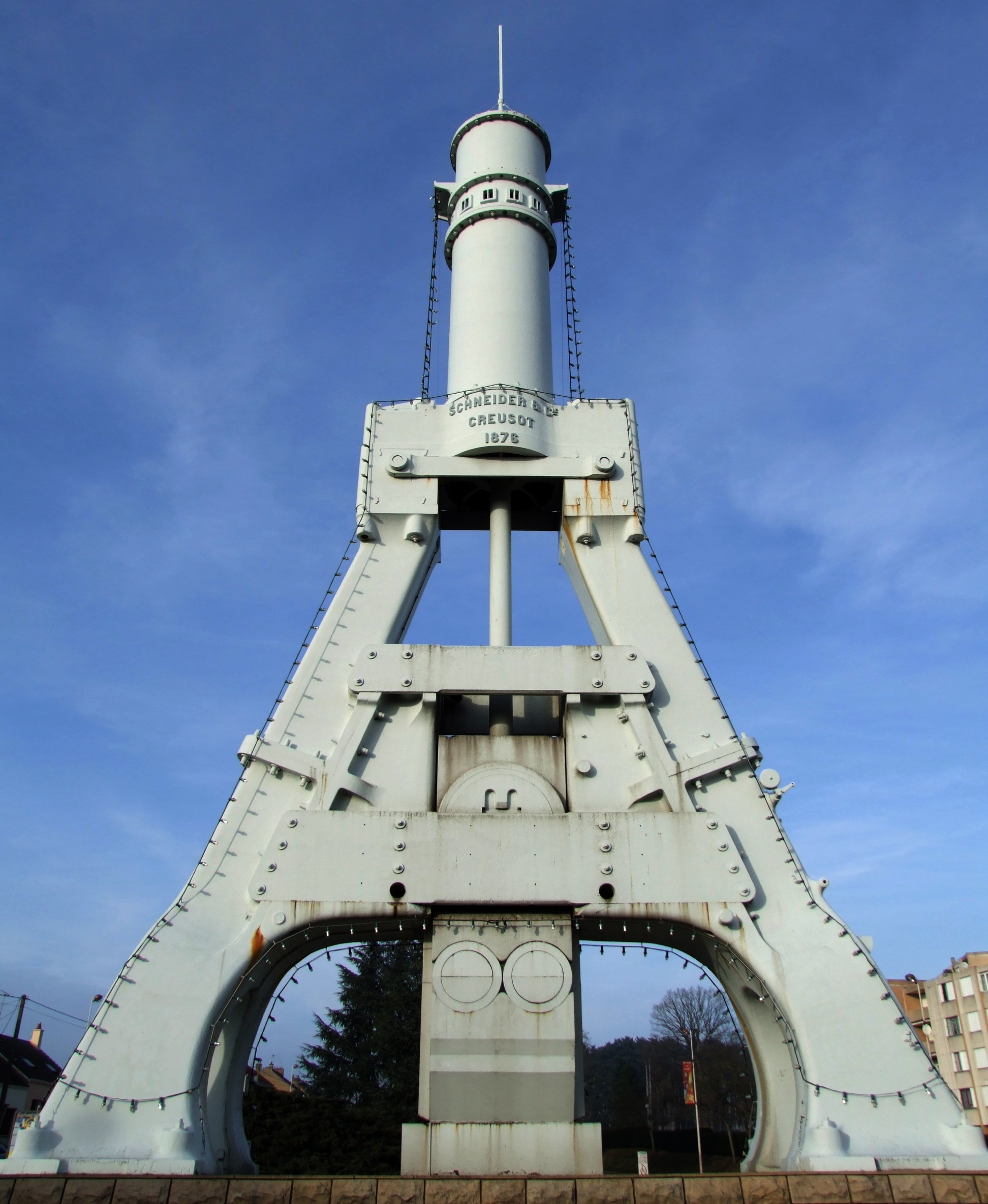
Marteau-pilon du Creusot (1841).
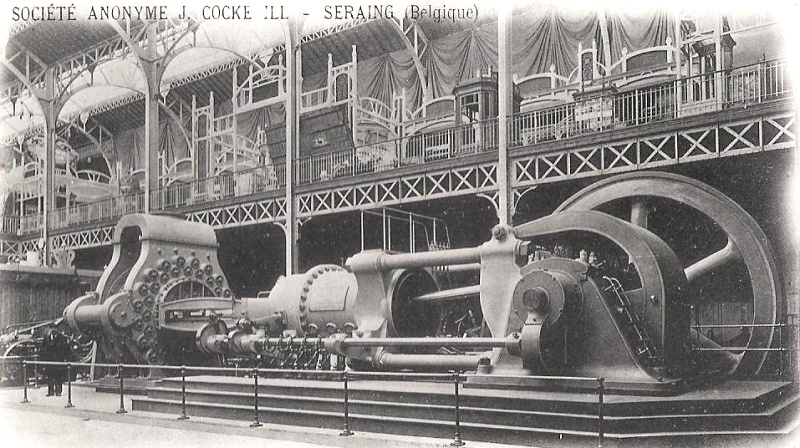
Machine des aciéries de John Cockerill à Seraing, foyer de l'industrialisation belge.

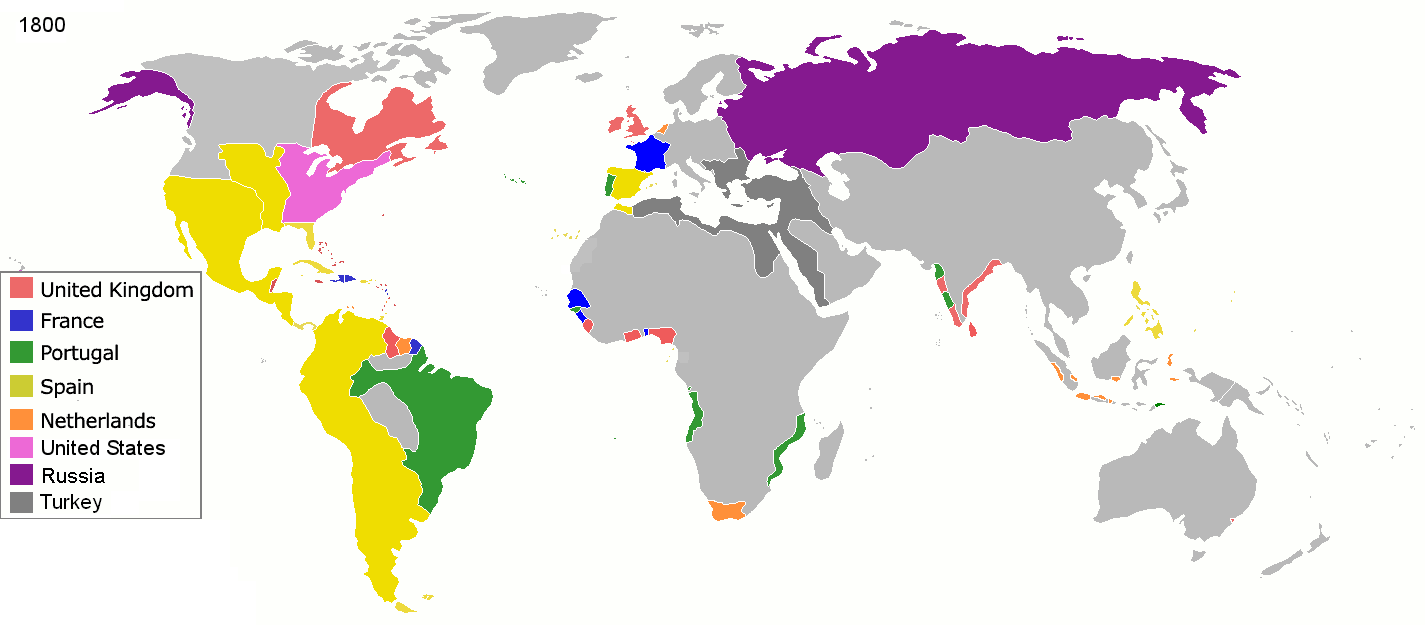
Les empires coloniaux en 1800.

L'idéologie colonialiste se développe durant la seconde partie du XIXe siècle par le mouvement colonial dans beaucoup d'États européens, se présentant notamment sous l'idée d'une « mission civilisatrice » ou sous celle du White Man's Burden (Le Fardeau de l'homme blanc). Elle était fondée sur la notion d'impérialisme et tentait de donner un fonds de doctrine politique à la nouvelle vague de colonisation. Elle s'est appuyée sur la doctrine juridique élaborée depuis le XVIe siècle qui justifiait l'occupation de territoires sans maître ou non constitués sous forme d'État comme mode légal d'acquisition.
Le socialisme naît d'une philosophie de l'histoire occidentale, qui repose sur l'idée de progrès, c'est-à-dire de la transformation du monde dans un sens positif : dans son acception la plus large, il condamne les inégalités sociales et l’exploitation de l’homme par l’homme et défend le progrès social. Le Grand Larousse encyclopédique définit le socialisme comme une « théorie visant à rénover l’organisation sociale dans un but de justice ».

## Langues

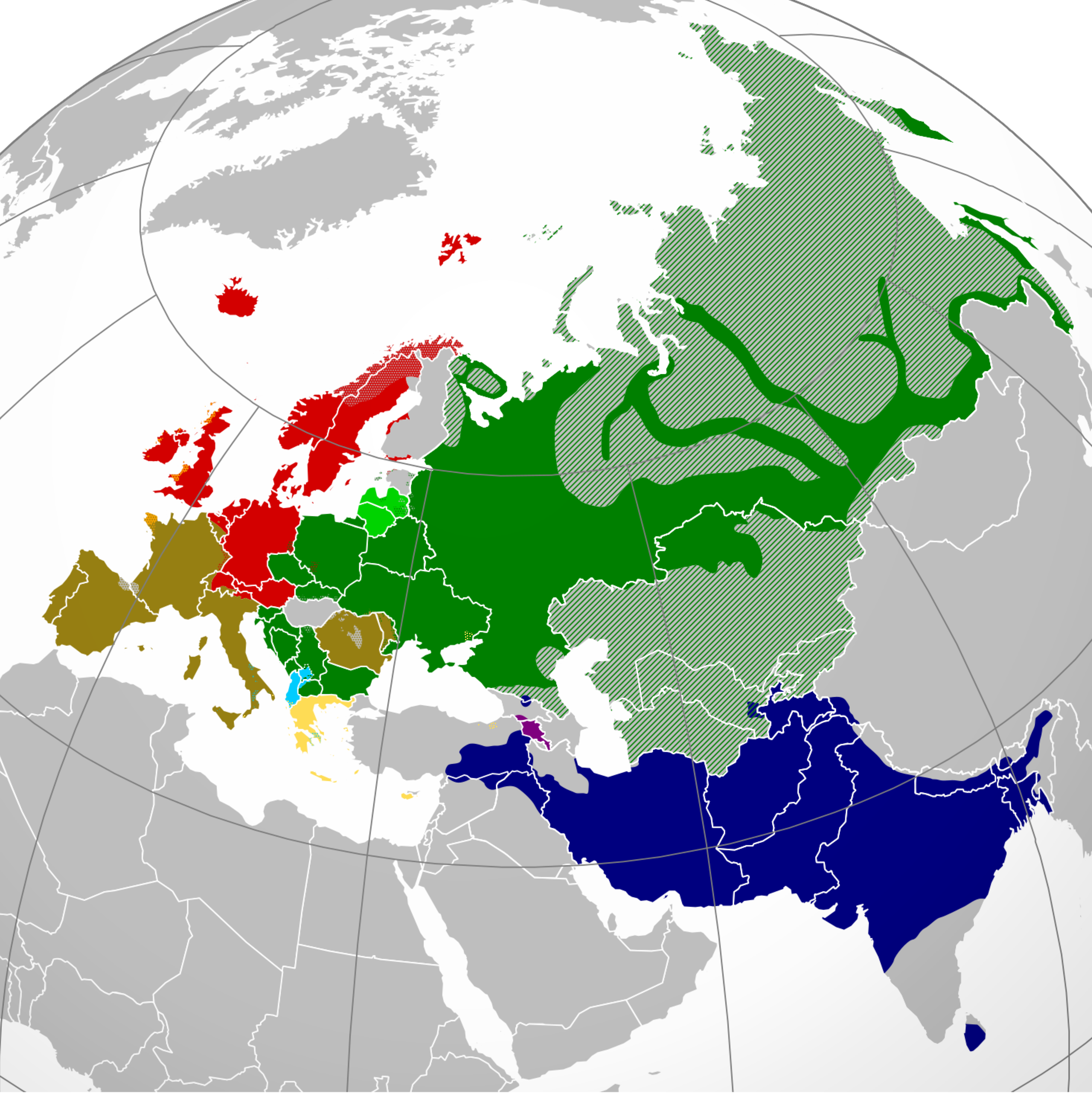
Linguistique
Distribution actuelle (environ) des différentes branches des langues indo-européennes en Eurasie:
Langues helléniques
Langues italiques
Langues indo-iraniennes
Langues celtiques
Langues germaniques
Langue arménienne
Langues baltes
Langues slaves
Langues albanaises
Langues non-indo-européennes

Depuis le Ier millénaire av. J.-C. (au moins), l'Europe est dominée par les peuples de langues indo-européennes, parlant des idiomes divers mais présentant des traits communs. Il existe peu de preuves des langues pré-indo-européennes d'Europe, bien qu'il soit difficile de classer correctement ces langues.
Font partie de ce groupe les langues latines, germaniques, slaves, celtiques, baltes, ainsi que le grec et l'albanais. Par ailleurs, des langues indo-européennes, notamment celles du groupe indo-iranien, se sont diffusées hors d'Europe dans des contextes historiques et culturels en partie différents.
Certains peuples d'Europe parlent une langue non indo-européenne : le basque. le hongrois, le finnois et l'estonien. Bien qu'il semble que la langue basque soit la seule langue pré-indo-européenne (l'étrusque était une autre langue pré-indo-européenne largement documentée, et il existe des vestiges d'autres langues pré-indo-européennes en Italie, en Grèce, en Crète et Chypre).
Les langues européennes s'écrivent avec les alphabets grec, latin ou qui en sont dérivés (l'alphabet cyrillique est un dérivé de l'alphabet grec, adapté aux sonorités slaves ; dans certains pays, surtout au nord et à l'est du continent, les versions locales de l'alphabet latin présentent aussi beaucoup de signes "diacritiques" pour rendre les sonorités locales).
D'autres alphabets existent aux limites sud-orientales du continent : alphabet géorgien et arménien dans le Caucase.

## Religion et spiritualité

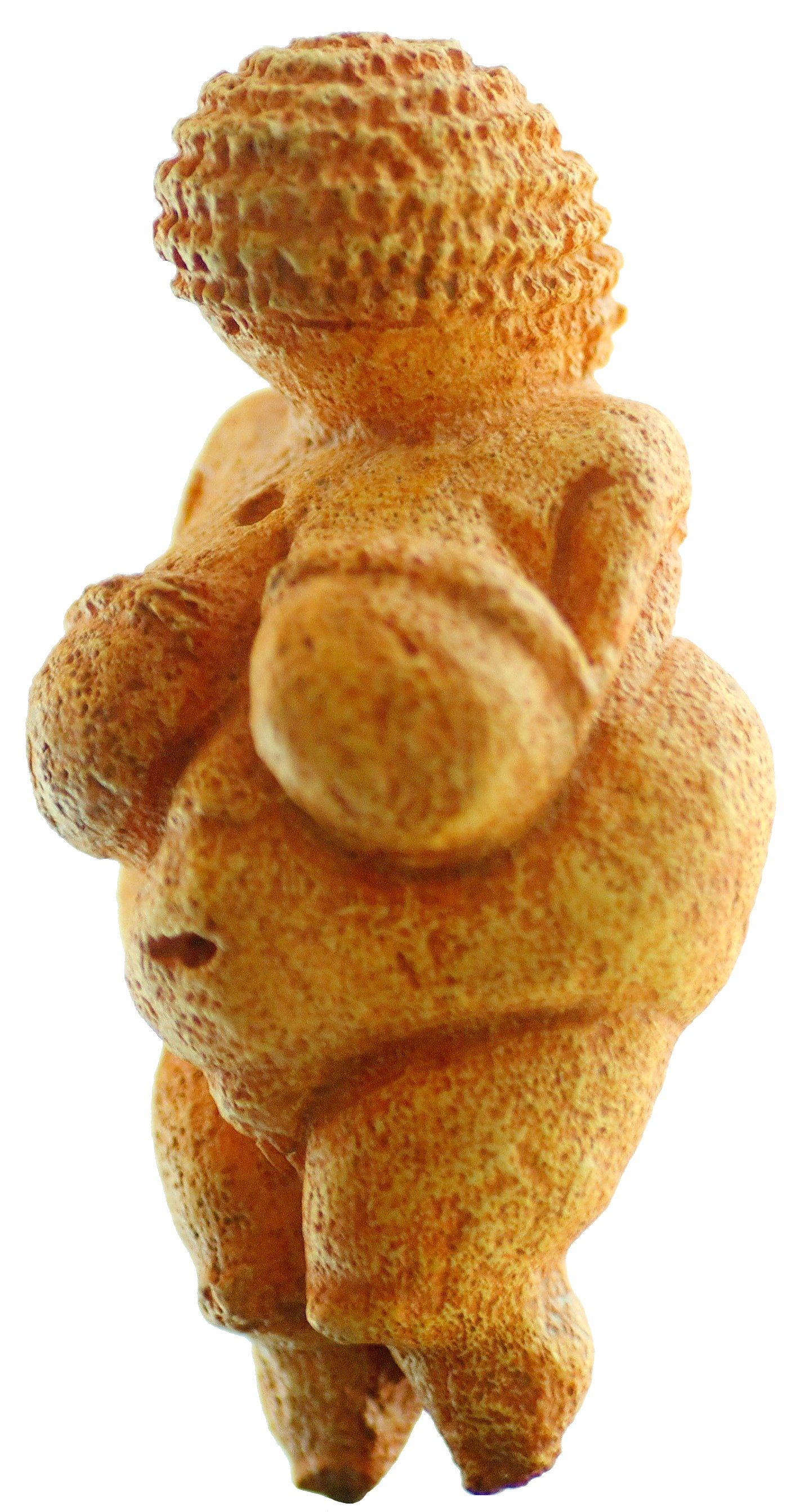
Idole
Vénus de Willendorf

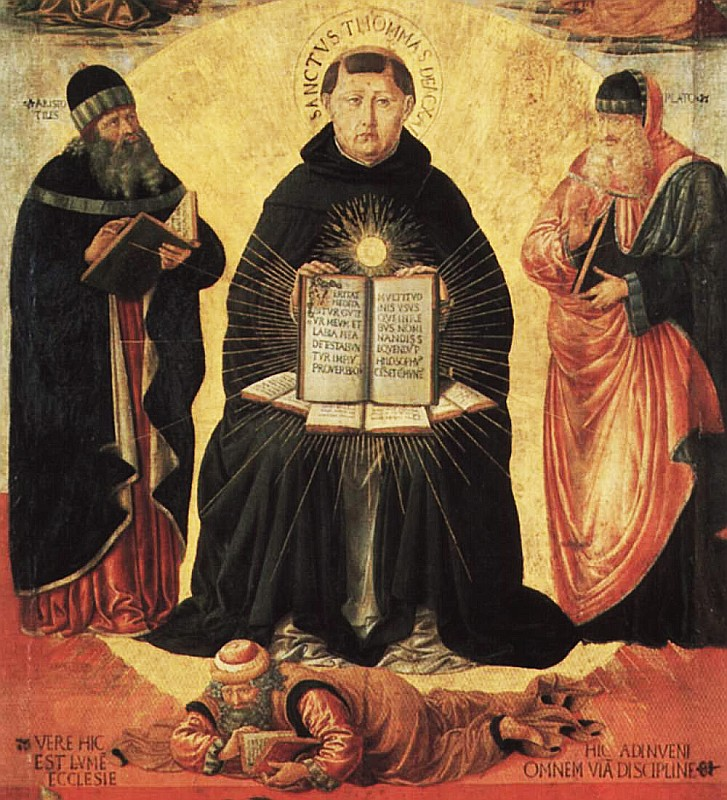
Scolastique
Thomas d'Aquin

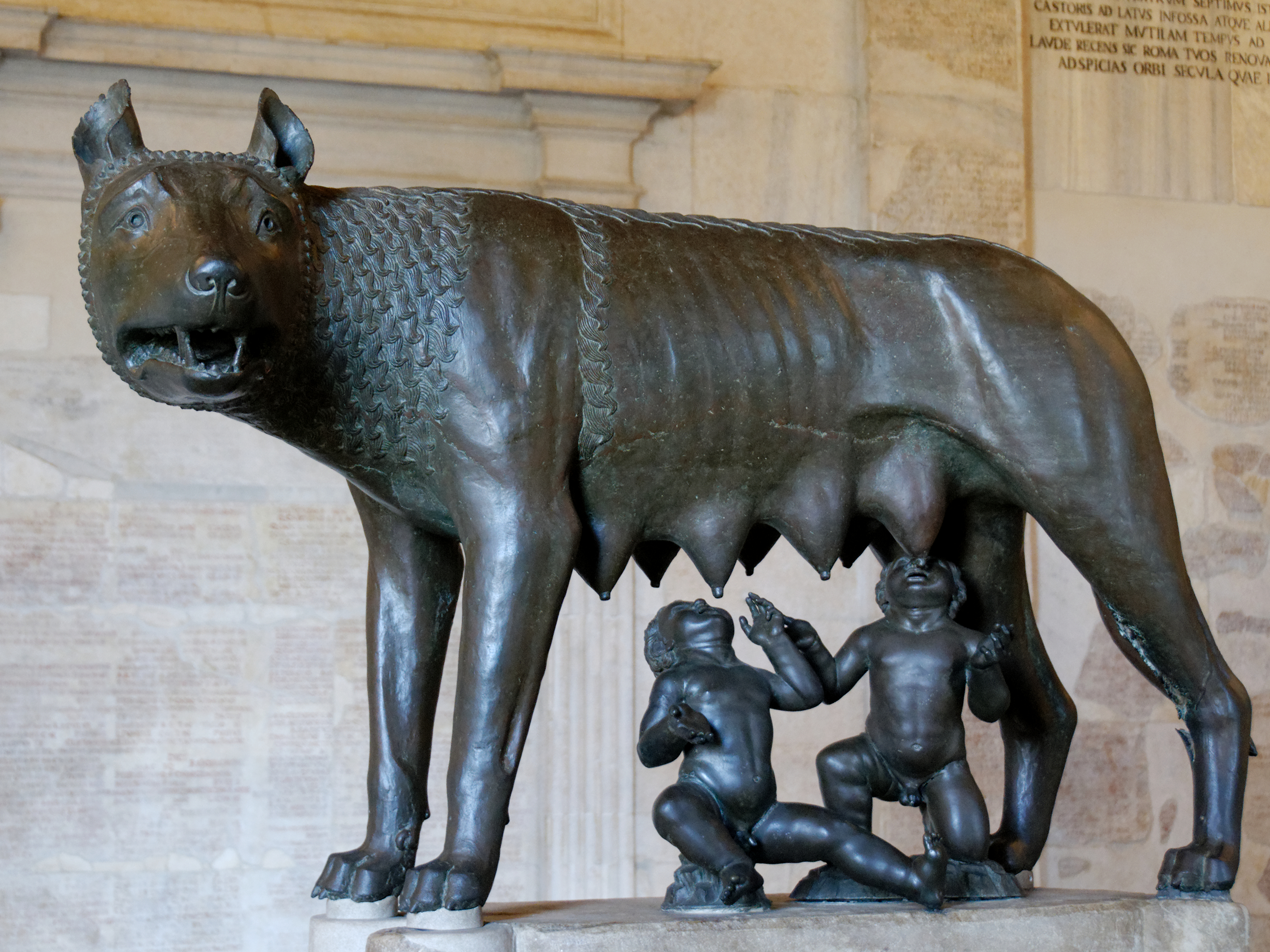
Statue de la louve allaitant Rémus et Romulus

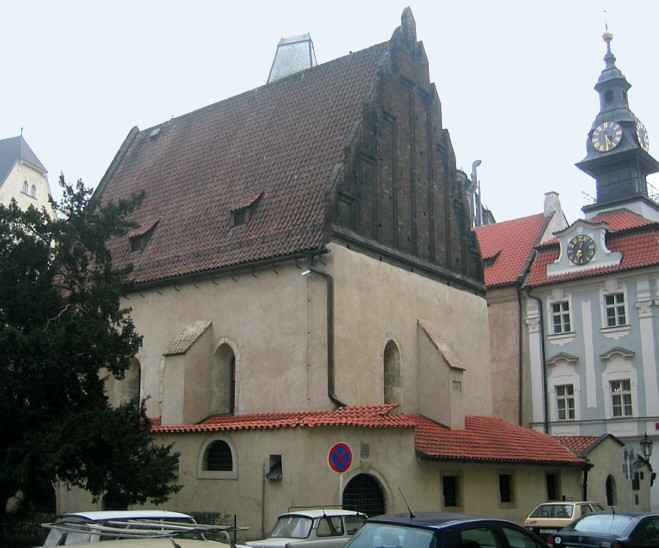
Synagogue Vieille-Nouvelle de Prague (XIIIe siècle)

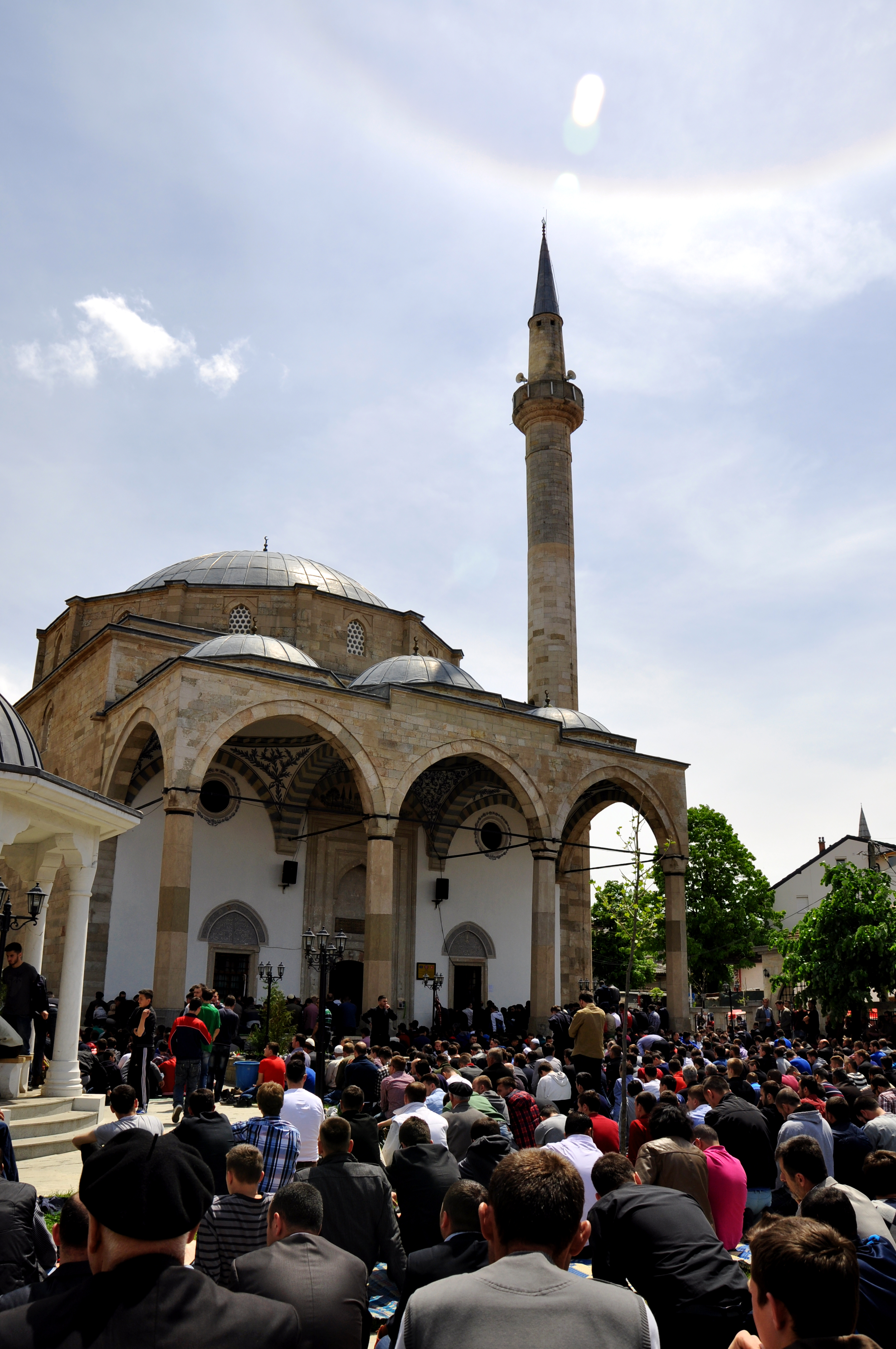
La Mosquée impériale, construite par le sultan Mehmed II en 1461. Kosovo

Dans l'Antiquité, les peuples indo-européens ont pratiqué des cultes qui avaient de nombreux points communs. Les systèmes mythologiques germanique, celte, slave, grec et latin présentaient des traits communs, comme la croyance en une "triade" divine fondamentale, et la division des hommes en plusieurs catégories de rang social distinct. Depuis l'Antiquité, les peuples indo-européens pratiquaient des cultes qui avaient beaucoup en commun. Les systèmes mythologiques germanique, celtique, slave, grec et latin avaient des caractéristiques communes. Cette vision du monde a façonné des sociétés plus récentes, voire au-delà de la christianisation, comme le montre l'ouvrage de George Dumézil, comparant les sociétés médiévales et hindoues. Selon lui, les sociétés d'origine indo-européenne organisent l'activité humaine en trois fonctions, correspondant aux domaines religieux, guerrier et économique, qui sont exercées comme des pouvoirs séparés et hiérarchisés.Pour Dumézil, « le schéma tripartite est mort en Occident avec les États généraux de 1789, quand la noblesse et le clergé ont baissé le pavillon devant le tiers état. On a enfin répondu à la question : qu'est-ce que le tiers état ? Eh bien, c'était la ruine du système trifonctionnel ».
Les mythologies européennes, depuis les côtes de la Méditerranée jusqu'au nord de la Scandinavie, n'ont eu de cesse de relier le loup à la fécondité, à la protection, à la destruction, à la punition, au soleil et aux divinités héroïques qui incarnaient ces valeurs comme Apollon ou Belen.
- Voir la symbolique du loup dans la culture européenne

Plus tard, l'Empire romain a instauré une religion officielle sur tous les territoires qu'il administrait ; les croyances des polythéismes grec et romain ne méritent plus guère d'être considérées comme des religions à l'heure actuelle, mais elles continuent à être des références puissantes dans les cultures européennes actuelles, utilisées dans la littérature, la peinture, la sculpture, la musique, les expressions populaires, la philosophie et même la psychanalyse.
Le christianisme, sous ses différents formes (catholicisme, orthodoxie, protestantisme) a par la suite unifié le continent, et transmis une forme de culture commune. L'on a ainsi parlé de civilisation des cathédrales au Moyen Âge.
L'Europe a été un foyer pour les Juifs au cours des deux derniers millénaires. Il y avait des Juifs à Rome, par exemple dès le IIe siècle av. JC, et une communauté à Cologne dès 321 apr. J.-C.. Au Moyen Âge, leur présence s'est étendue au nord et à l'est, en Pologne, en Baltique et en Ukraine.
L’Europe et le monde dit musulman seraient par essence antagoniques. Pourtant, ces deux civilisations ont bel et bien des racines communes et de nombreux parallèles mystiques et philosophiques existent. Si l’immense partie des Musulmans en Europe occidentale proviennent des vagues d’immigration récentes, l’histoire entre l’islam et l’Europe est bien plus ancienne.
L'islam en Europe a connu sa première implantation continentale en 711 avec la conquête omeyyade de la péninsule Ibérique. Se maintenant près de huit siècles dans Al-Andalus, la première présence musulmane se clôt par l'expulsion d'Espagne en 1614 des derniers civils musulmans. Des communautés musulmanes se sont établies en Provence dès le Moyen Âge. Les sources arabes et chrétiennes mentionnent l’existence d’un établissement peuplé d’Arabo-Berbères dans l’arrière-pays tropézien à la Garde-Freinet au Xe siècle,.
Aux XIVe et XVe siècles, l'Empire ottoman s'étend dans le sud-est de l'Europe, favorisant la diffusion de l'islam dans ces régions. Puis, au fil des siècles, l'Empire ottoman perd progressivement la quasi-totalité de ses territoires européens, jusqu'à ce qu'il s'effondre en 1922. Cependant, certaines parties des Balkans (comme la Bosnie-Herzégovine, l'Albanie, le Kosovo, la Macédoine, la Bulgarie et le Monténégro) continuent d'avoir d'importantes populations musulmanes,.
Depuis la fin du XXe siècle et le début du XXIe siècle, la majeure partie des musulmans vivant en Europe occidentale provient de l'immigration extra-européenne, notamment du Maghreb et de la Turquie. En additionnant les données les plus rigoureusement obtenues par les recensements ou estimations des Etats membres, on obtient le chiffre d’environ 16.260.000 musulmans dans l’Union européenne en 2020.

## Administration et droit

Droit romain
Emblème de l'État romain
Senatus populusque romanus

La Grèce puis Rome, et autour d'elles les sociétés celtiques et nordiques qui adoptèrent leur droit, ont contribué à former une culture politique et juridique commune aux pays européens (puis aux pays qui sont ou qui ont été sous influence politique européenne), avec des éléments marquants comme la notion de démocratie, la centralisation et la codification des textes, etc.

Le professeur Leo Strauss, en outre, voit un libéralisme antique européen déjà, dans le monde gréco-romain. 
Selon le sociologue Henri Mendras, la mentalité européenne se caractérise par :
1. « l'individualisme évangélique et romain » — ce qui est dans la lignée de l'humanisme : « l'individualisme proclamé par le Christ a mis deux millénaires à pénétrer la mentalité occidentale » mais « la seconde racine de l'individualisme occidental se trouve dans le droit romain. De la loi des Douze Tables (451 av. J.-C.) à Justinien et à Napoléon, la carrière bimillénaire de ce chef-d'œuvre idéologique » ;
2. « l'idée de nation, peuplée de paysans stables sur leur tenure [idée qui] s'oppose à celle des empires » ;
3. « le capitalisme inventé à partir du XVIe siècle […] épanoui grâce à l'industrie et au rapport qu'elle suppose entre sciences et techniques » ;
4. « la démocratie ou, plus précisément, le gouvernement de la majorité dans le respect du droit des minorités ». Et il ajoute que « liés entre eux, ces quatre traits, exceptionnels dans l'histoire des civilisations, font modèle […]

À partir du Moyen Âge, une pensée politique et juridique commune s'est développée sur tout le continent (avec des auteurs de référence reconnus dans tous les pays : Saint Thomas d'Aquin, Machiavel, Hobbes, Locke, Montesquieu, Rousseau, etc.), alors même que les États étaient politiquement divisés et en conflit entre eux.
La philosophie européenne moderne a inspiré les Constitutions de tous les États du continent (et souvent celles d'autres États), et aussi les institutions européennes (UE, Conseil de l'Europe...). Des valeurs fondamentales, exprimées dans la Convention européenne des droits de l'homme, sont reconnues par presque tous les pays du continent à l'heure actuelle.
Cependant, l'extension du modèle juridique et politique gréco-romain a rencontré la résistance d'un autre modèle, dit anglo-saxon, marqué par un système de droit coutumier et une administration peu centralisée.
Depuis des siècles, les deux modèles cohabitent en Europe (le premier plutôt au Sud et dans les pays de culture catholique, le second plutôt au Nord et dans les pays de tradition protestante), non sans difficultés, en particulier dans des pays comme la France, la Belgique et l'Allemagne, à la limite des cultures latine et germanique, du droit écrit et du droit coutumier.

## Arts

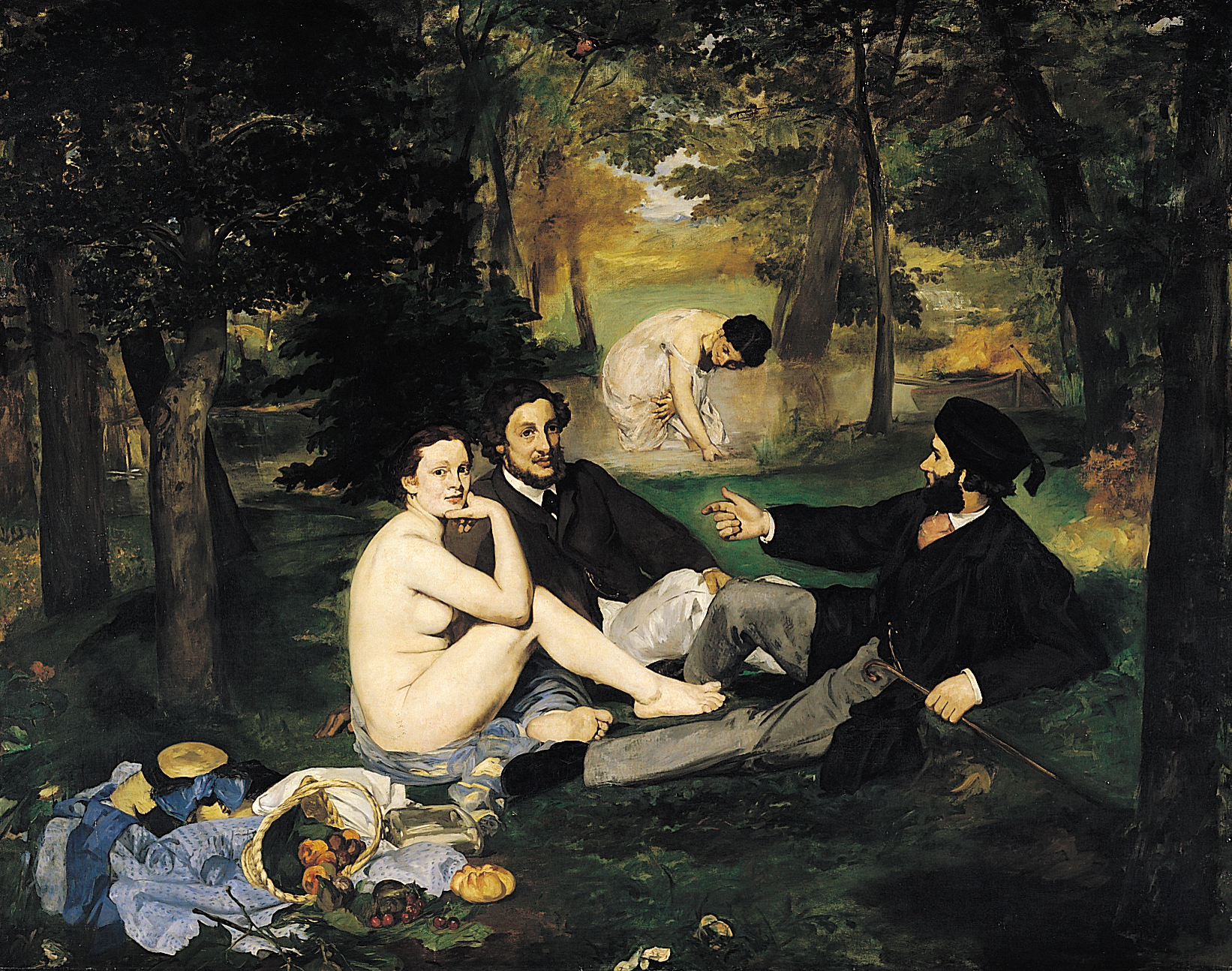
Édouard Manet, Le Déjeuner sur l'herbe, 1863, Paris, Musée d'Orsay.

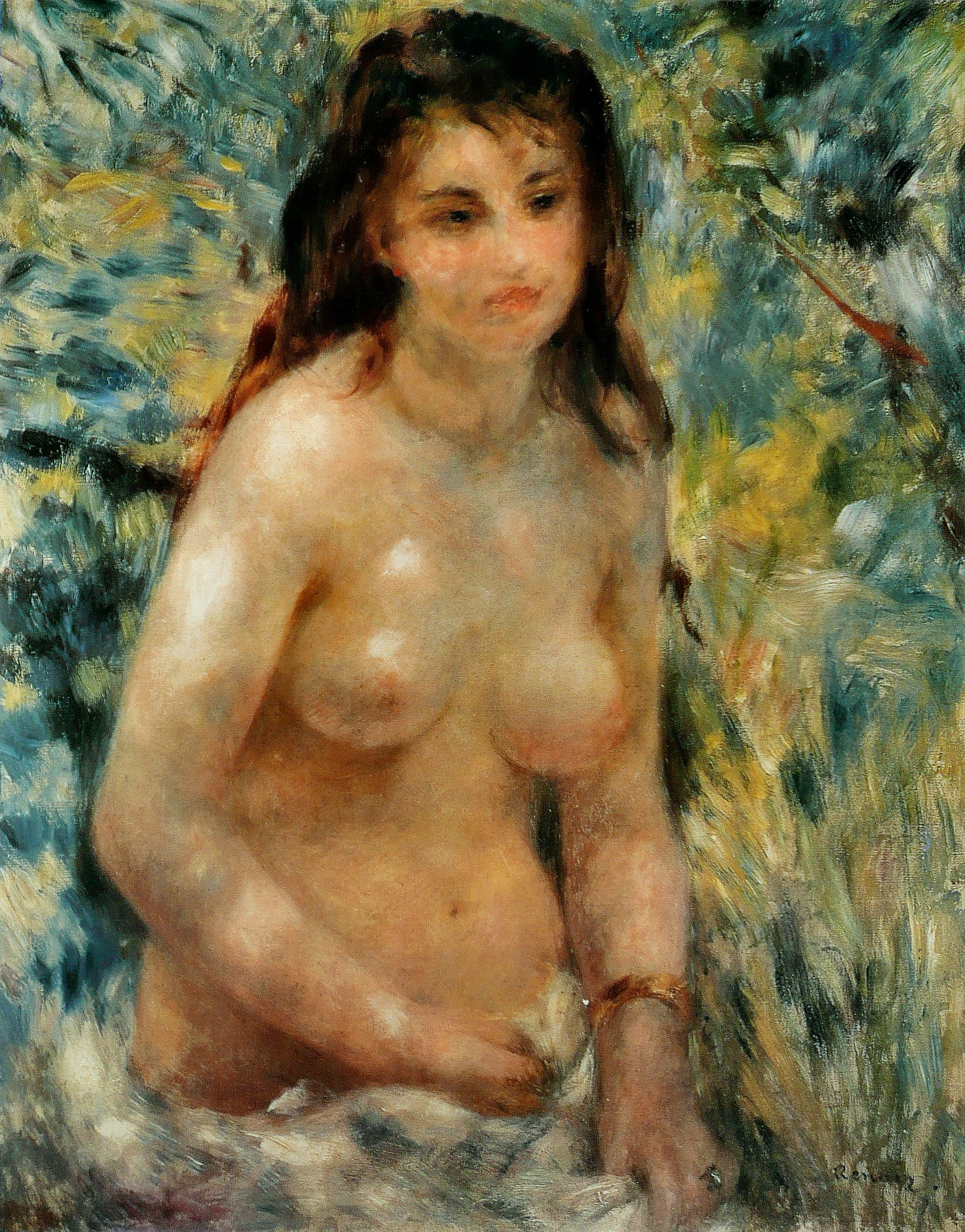
Auguste Renoir, Étude. Torse, effet de soleil, v. 1876, Paris, musée d'Orsay.

L’art européen est l’héritier de la statuaire, de la poésie grecque, du récit biblique, des icônes orthodoxes, des récits gaéliques, germains, nordiques, de l’architecture romane puis gothique, de la peinture religieuse chrétienne, et de tout ce qui suivit, jusqu’à nos jours. Sans jamais se couper de son passé, ni tenter de l’oublier.
C’est entre la période du XIVe et du XVe siècle, que l’art s’étend en Europe. Il y a un retour à l’Antiquité fantasmée et qu’intervient alors le mouvement de la période Quattrocento, de l’art inspiré par le divin. En effet, de plus en plus de peintres créent des œuvres suscitant le désir physique. Ils peignent le corps de femmes en y mêlant des allégories ou des thèmes religieux ou de l’amour tout en faisant attention à l’église.
Le dernier tiers du XIXe siècle est un moment de bouleversement artistique et social en Europe. Certains artistes renouvellent profondément la perception esthétique, comme l’impressionnisme qui marque une étape essentielle et durable dans l’histoire de l’art.

## Architecture

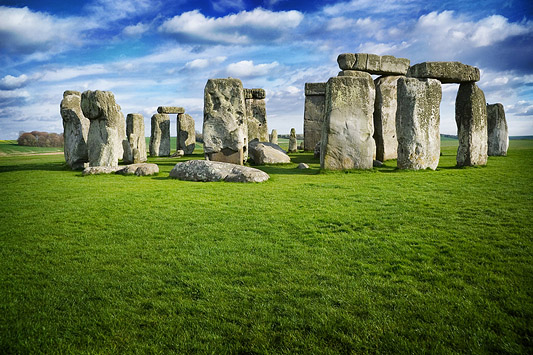
Âge du bronze
Stonehenge

Depuis l'Antiquité, plusieurs courants architectes majeurs ont traversé l'Europe, au-delà des frontières.
Au Ier millénaire av. J.-C., les Grecs forment des colonies tout au long de la Méditerranée, suivis des Romains ; ils exportent leur architecture, leur sculpture et leur littérature dans les pays qu'ils occupent. Mais l'espace de cette culture est davantage le monde méditerranéen (la Mare nostrum) que l'Europe à proprement parler (l'art gréco-romain est particulièrement bien représenté en Afrique du Nord et au Proche-Orient).

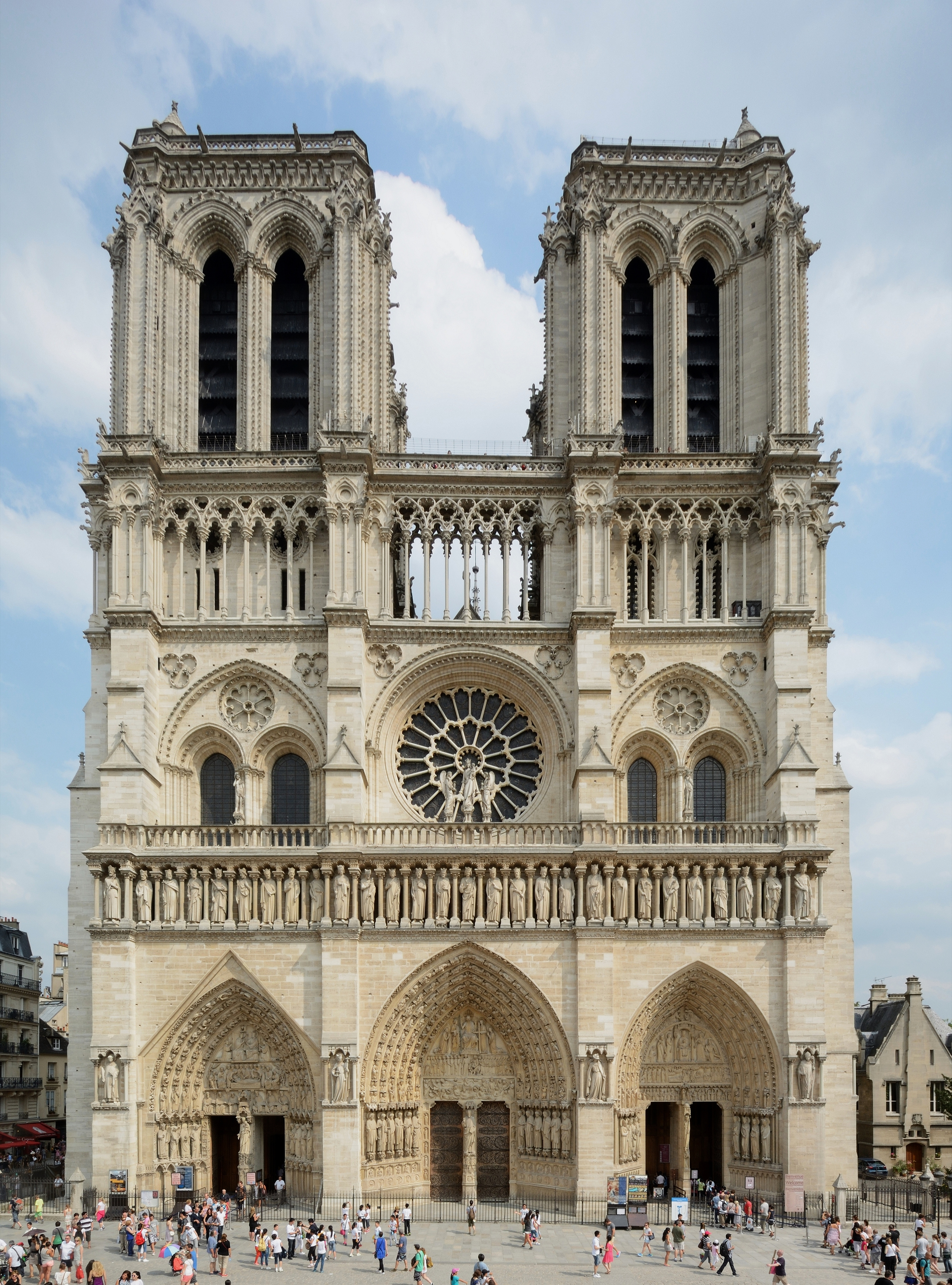
Architecture gothique
Notre Dame de Paris

Cependant, la civilisation romaine dépasse les côtes méditerranéennes à partir de la Guerre des Gaules, elle atteint le Rhin et les limites de l'Écosse.
Les invasions à la fin de l'Empire romain troublent la situation : l'art gréco-romain s'éteint avec la désertion des grandes villes, tandis que se diffuse un art d'inspiration germanique, plus fruste et rustique, et apparenté à l'art celtique. Toutefois, étant donné que l'Empire byzantin tient bon en Grèce et sur une partie de l'Orient, ses canons architecturaux, et l'usage de la mosaïque se développent en Italie ; ce pays restera ouvert aux influences byzantines jusqu'à la prise de Constantinople en 1453.
Cet état de fait introduit les développements culturels du Moyen Âge, qui seront soumis à plusieurs influences :
- l'influence celte, germanique et normande ; venue du Nord et largement empreinte de "paganisme", elle introduit un style propre dans l'architecture, les objets d'art et surtout la littérature (répandant des récits mythiques comme celui de la Table ronde, adaptations christianisées de croyances païennes) ; elle atteint l'extrême Sud du continent (la Sicile par exemple) ;

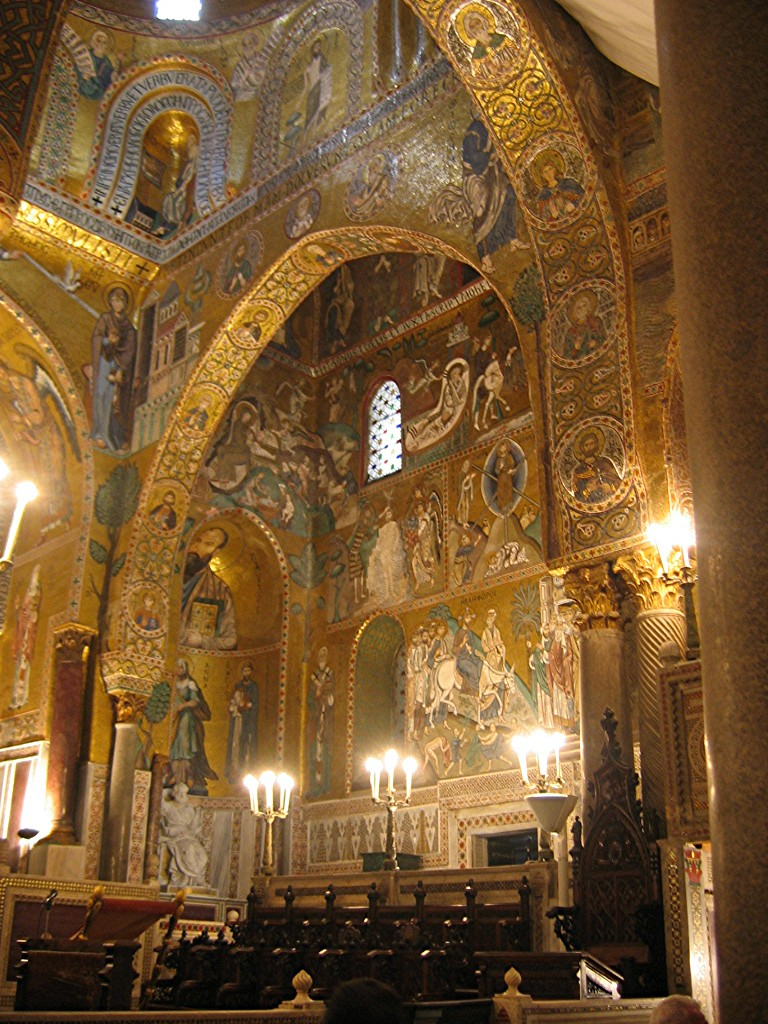
Influences
Arches sarrasines et mosaïques byzantines de la chapelle palatine de Palerme en Sicile

- l'influence latine : les langues issues du latin comme le provençal et l'italien (mais aussi la langue d'oïl, ancêtre du français) deviennent des langues littéraires à large diffusion;

- l'influence arabo-islamique : l'Espagne est un carrefour culturel entre l'islam, la chrétienté et le judaïsme, et l'attrait pour la rive Sud de la Méditerranée augmente au temps des Croisades ; l'architecture, la littérature et les arts décoratifs s'enrichissent de motifs orientaux[47].

- l'influence gréco-byzantine : elle est très forte dans les cités marchandes italiennes (qui détenaient souvent des comptoirs en Grèce), et se ressent dans l'architecture en particulier ; l'Italie sera pionnière dans la redécouverte des arts de l'Antiquité grecque, qui a eu lieu dès le XIIIe siècle, deux ou trois siècles avant les autres pays européens) ; dans les pays slaves, l'évangélisation par les Byzantins s'accompagne de la diffusion de l'architecture et des motifs picturaux grecs)[48].

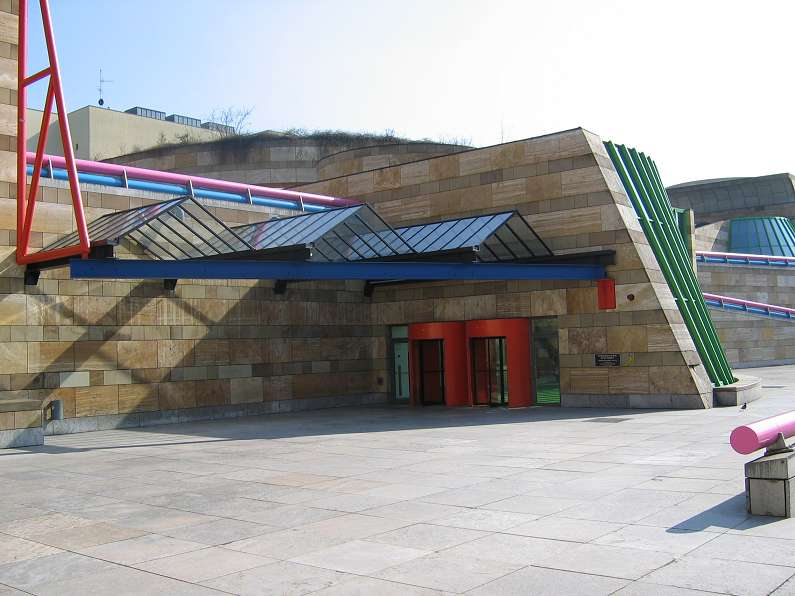
Façade de la Neue Staatgalerie Stuttgart, 1984. Concept de l'architecte britannique James Stirling. Façade : Pierre calcaire "Travertin" et grès.

L'architecture postmoderne est apparue dans les années 1960 en réaction contre l'austérité, la formalité et le manque de variété de l'architecture moderne, en particulier dans le style international prôné par Le Corbusier et Ludwig Mies van der Rohe. D'abord adopté aux États-Unis, il s'est ensuite répandu en Europe. Contrairement aux bâtiments modernistes, les bâtiments postmodernes présentent des formes courbes, des éléments décoratifs, une asymétrie, des couleurs vives et des caractéristiques souvent empruntées à des périodes antérieures. Couleurs et textures sans rapport avec la structure ou la fonction du bâtiment. Tout en rejetant le « puritanisme » du modernisme, il appelle à un retour à l’ornement et à une accumulation de citations et de collages empruntés aux styles passés. Il emprunte librement à l'architecture classique, au rococo, à l'architecture néoclassique, à la sécession viennoise, au mouvement des arts et métiers britanniques, au Jugendstil allemand.

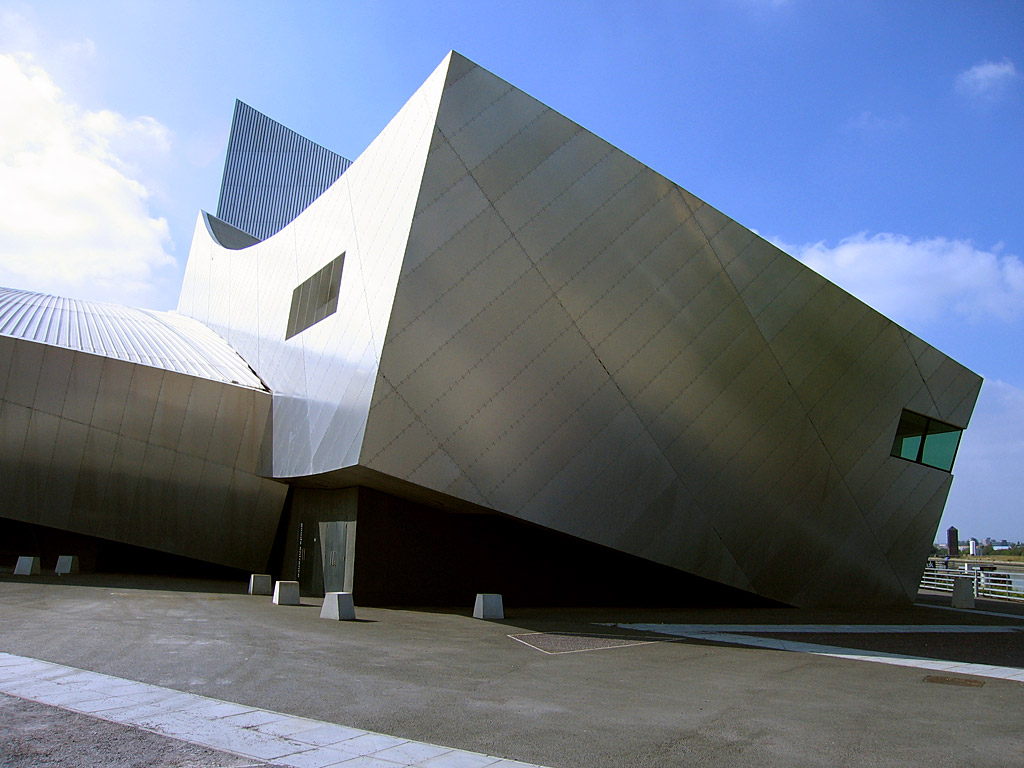
L'Imperial War Museum North de Daniel Libeskind à Manchester. Cet exemple d'architecture déconstructiviste, en trois volumes fragmentés et aux courbes associées, cherche à évoquer les destructions de guerre.

L'architecture déconstructiviste est un mouvement d'architecture postmoderne apparu dans les années 1980, qui donne l'impression de fragmentation du bâtiment construit. Il se caractérise par une absence d’harmonie, de continuité ou de symétrie. Son nom vient de l'idée de « Déconstruction », une forme d'analyse sémiotique développée par le philosophe français Jacques Derrida. Outre la fragmentation, le déconstructivisme manipule souvent la surface de la structure et crée des formes non rectilignes qui semblent déformer et disloquer les éléments de l'architecture. L’aspect visuel fini se caractérise par l’imprévisibilité et le chaos contrôlé.

## Médias

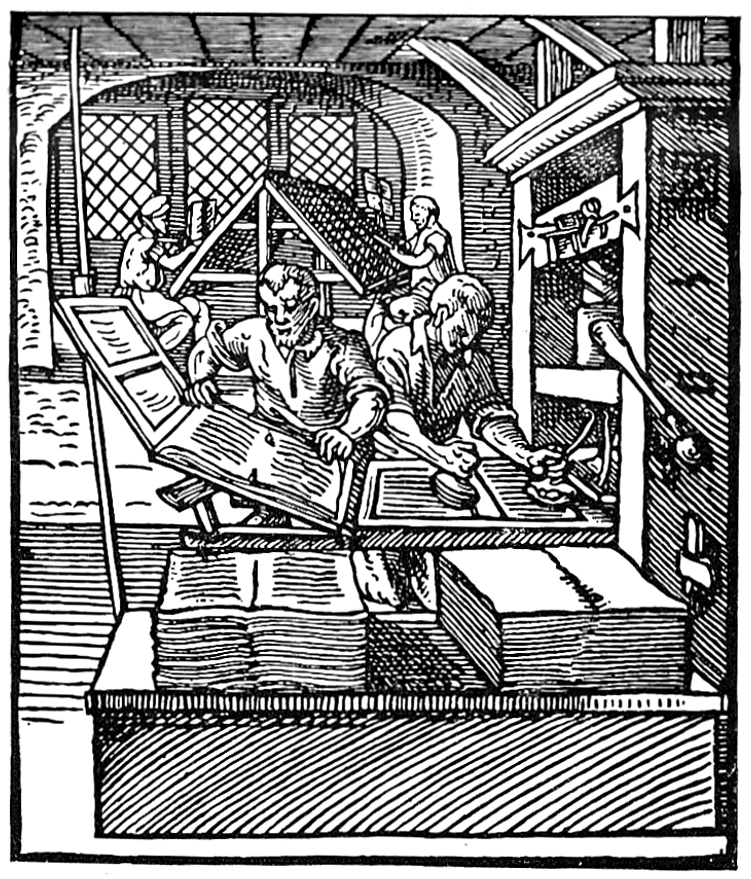
Imprimerie en 1568

Les origines des médias d'Europe se trouvent au Moyen Âge, quand l'invention de l'imprimerie remplace la (ré-) production manuelle des textes, ainsi permettant leur reproduction en grande quantité et met les textes à la portée d'un lectorat élargi.
Le rôle des médias dans la culture de l'Europe est divers. Les médias influençaient la culture, la religion, aussi bien que la politique.
Des premiers exemples de ces influences sont la propagation des idées de la réforme protestante ou des idées de la révolution française à toute l'Europe.
Par l'invention des médias électroniques – d'abord la radio et peu plus tard la télévision, le rôle des médias imprimés se diminue.
Aujourd'hui ce ne sont pas seulement les médias imprimés ou électroniques publics, mais aussi la communication par les médias sociaux, qui forment la culture. Les médias sociaux ont permis de libérer la parole. Ils ont permis au citoyen, quelle que soit sa position géographique ou son rang social de participer au débat public, de partager son opinion, d'exprimer ses idées et ainsi aider au jeu démocratique dans son pays. L’Union européenne travaille depuis décembre 2020 sur des nouvelles normes européennes visant à mieux encadrer les géants du numérique.

## Musique

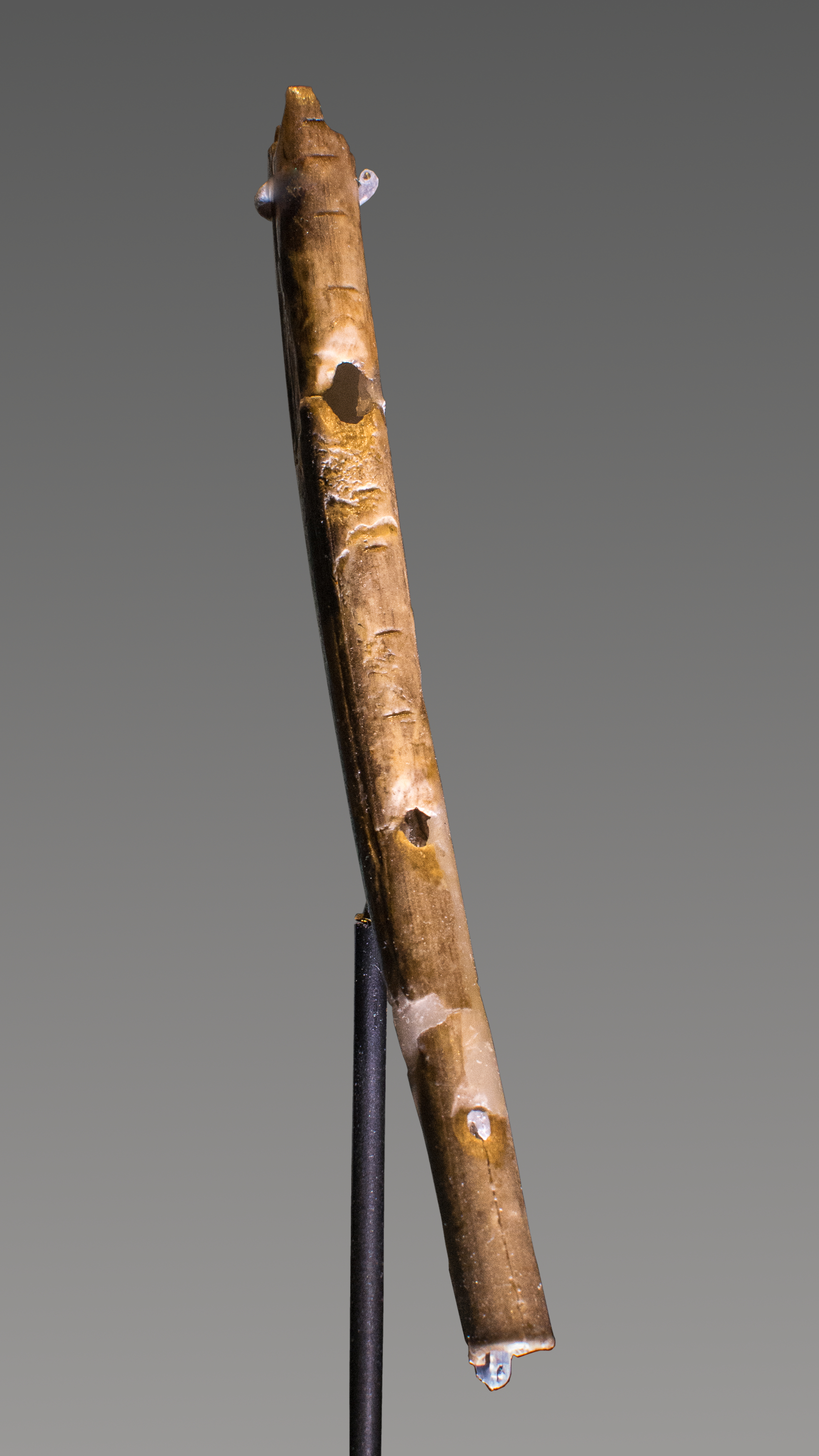
Paléolithique
Flûte paléolithique découverte dans la grotte de Geißenklösterle

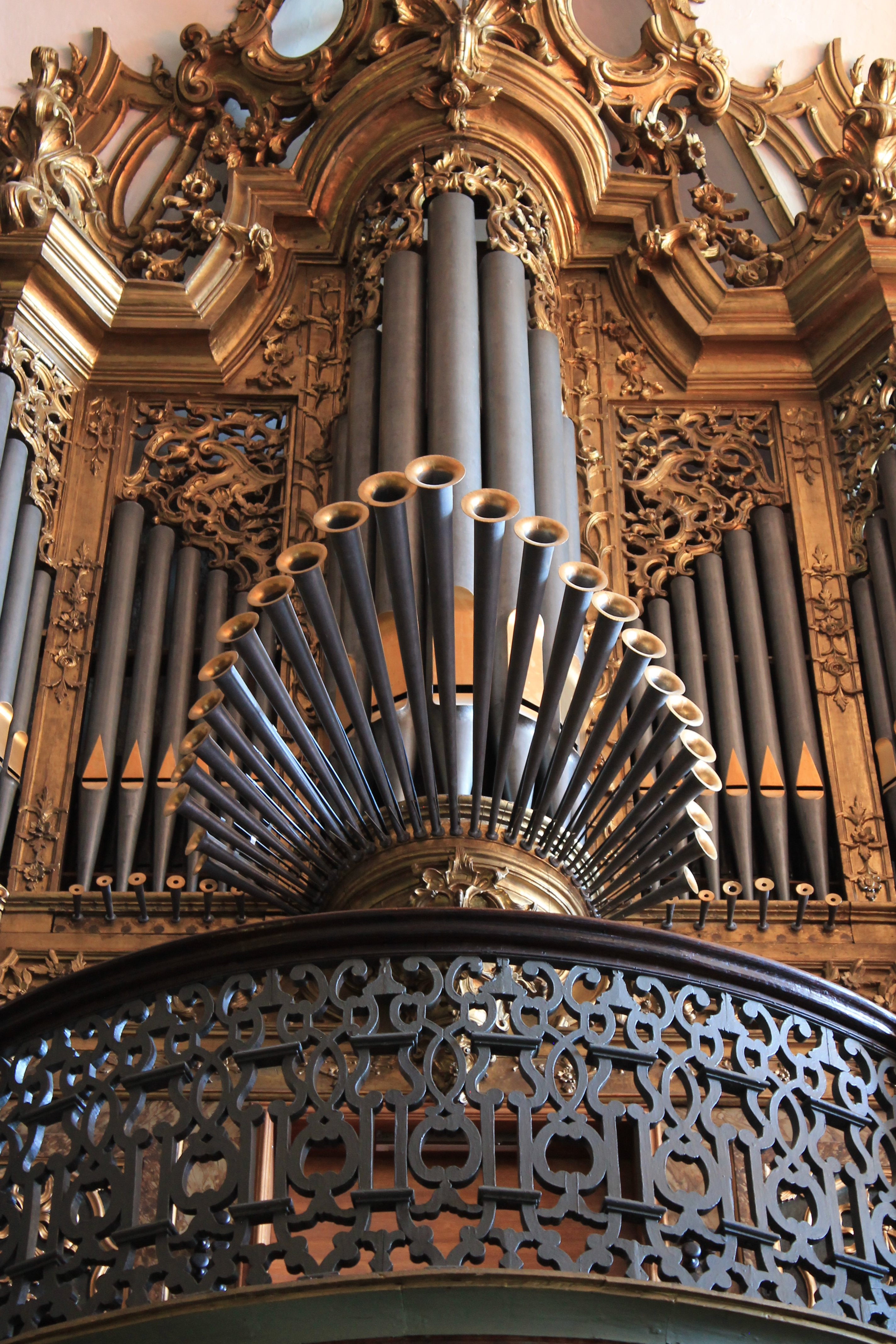
Orgue à Porto, église dos Carmelitas

La musique est une des premières habitudes socio-culturelles de l'homme.
Elle est l'héritière de la culture chrétienne qui a développé des chants liturgiques sources de la musique sacrée et de la musique classique. Parallèlement, un riche folklore souvent païen ou paganiste est la source de bien des musiques populaires ou traditionnelles.
Les premières traces des instruments de musique sont des flutes, trouvées à Blaubeuren (Allemagne) et Isturits
En cours du Moyen Âge, dans l'Europe, caractérisé par le christianisme, la musique commence de se détacher et d'élarger vers la vie séculière.
Des musiciens de cette période sont Hildegarde de Bingen, Gautier de Coinci, Jacopo da Bologna ou John Dunstable, sélectionnés pour démontrer la base européenne.
Durant la renaissance, l'avancement de la musique européenne est arrivé au dehors de l'église.
Des musiciens de cette période sont Hans Sachs, Monteverdi ou Rameau et Gluck.
La musique de la modernité perd le centrage européen.
Le futur de la musique européenne sont la Nouvelle musique et la musique postmoderne.

### Eurovision

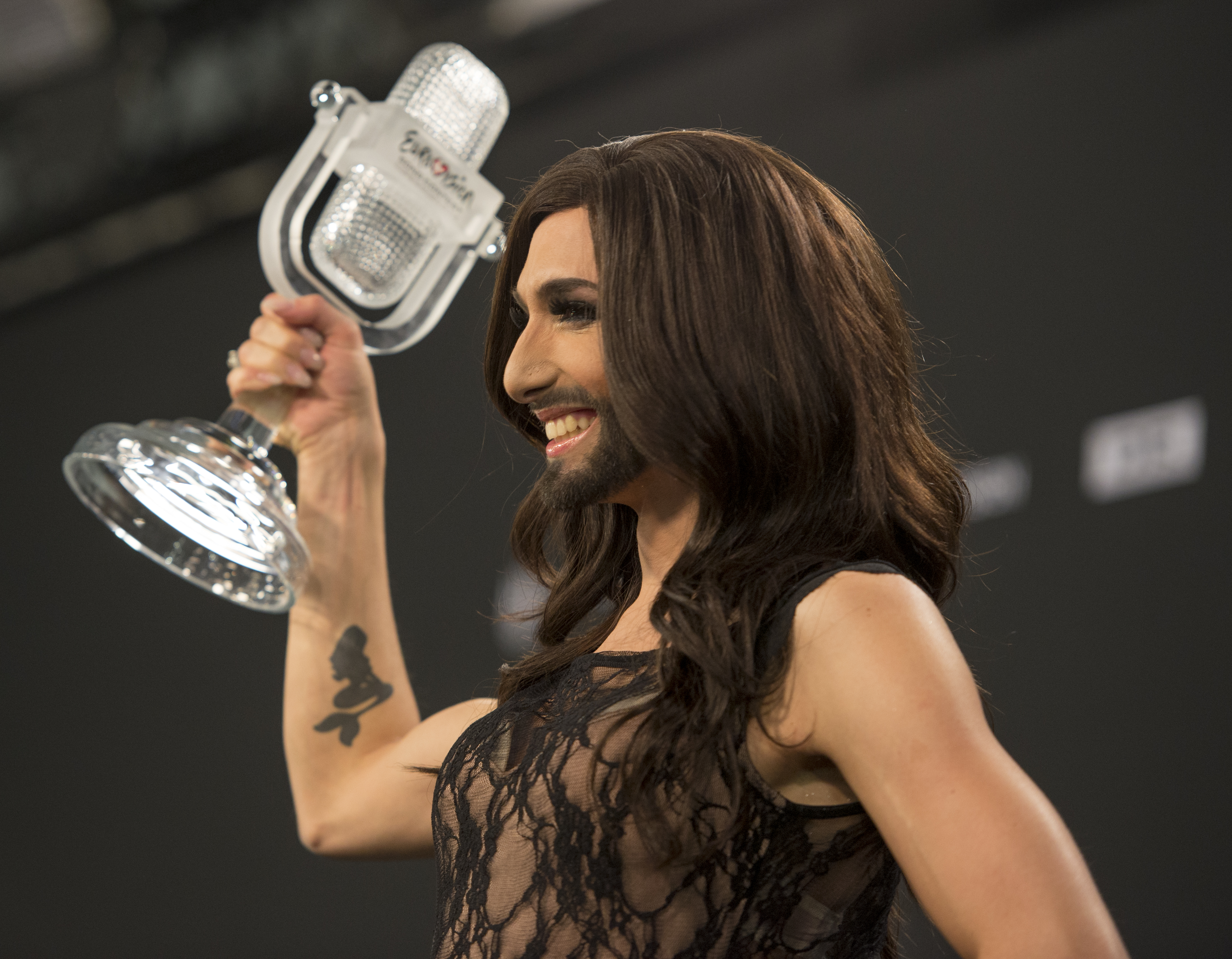
Conchita Wurst, lauréate du Concours 2014.

Selon une étude du Pew Research Center, publiée le 29 octobre 2018, il existe des différences entre pays européens dans les attitudes sociales. A l’égard des musulmans et des juifs, du mariage homosexuel et de l’avortement, les pays d’Europe centrale et orientale (Pays baltes, Russie, Biélorussie, Moldavie, Roumanie, Bulgarie, pays balkaniques, Pologne, Hongrie, Slovaquie, République tchèque), semblent moins ouverts que les pays d’Europe de l’Ouest,.
Le concours Eurovision de la chanson est l'évènement annuel le plus associé à la communauté LGBT d'Europe. Depuis les années 1970, la majorité des fans de l'évènement sont LGBT, pour plusieurs raisons. D'abord, l'esthétique principale du concours, « la danse, le disco et les divas », s'alignent parfaitement avec les préférences de la culture LGBT et en particulier la culture gaie. Ensuite, cet évènement, diffusé sur la télévision publique, était avant internet l'une des seules manières dont pouvait s'exprimer la différence dans des médias grand public, puisque de nombreuses cultures y sont représentées. Enfin, surtout pour le public gay, l'Eurovision est un évènement très émotif, entre les chansons et les résultats du concours, ce qui permet le temps d'une soirée d'échapper aux normes de la masculinité qui veulent qu'un homme ne montre pas ses émotions.

### Europride

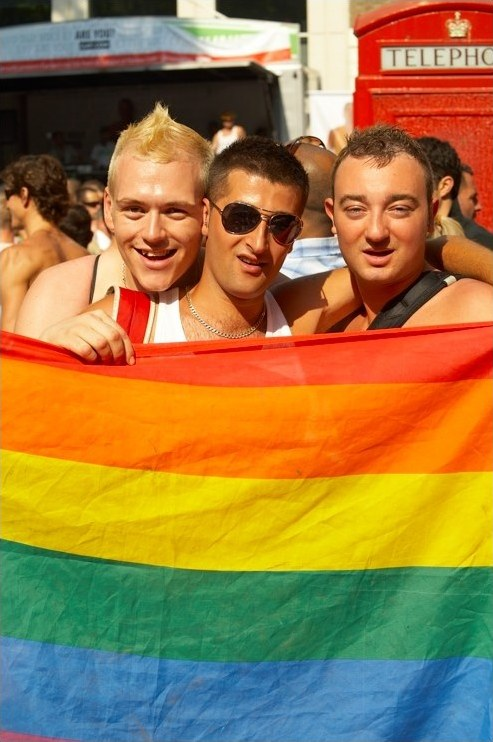
Participants à l'Europride de Londres en 2006.

L’Europride est une manifestation paneuropéenne similaire à la Marche des fiertés mais qui a pour particularité d’être accueillie par une ville européenne chaque année différente. Les villes hôtes sont généralement des villes organisant depuis plusieurs années des Marches des fiertés et/ou ayant une importante communauté LGBT.

## Erasmus

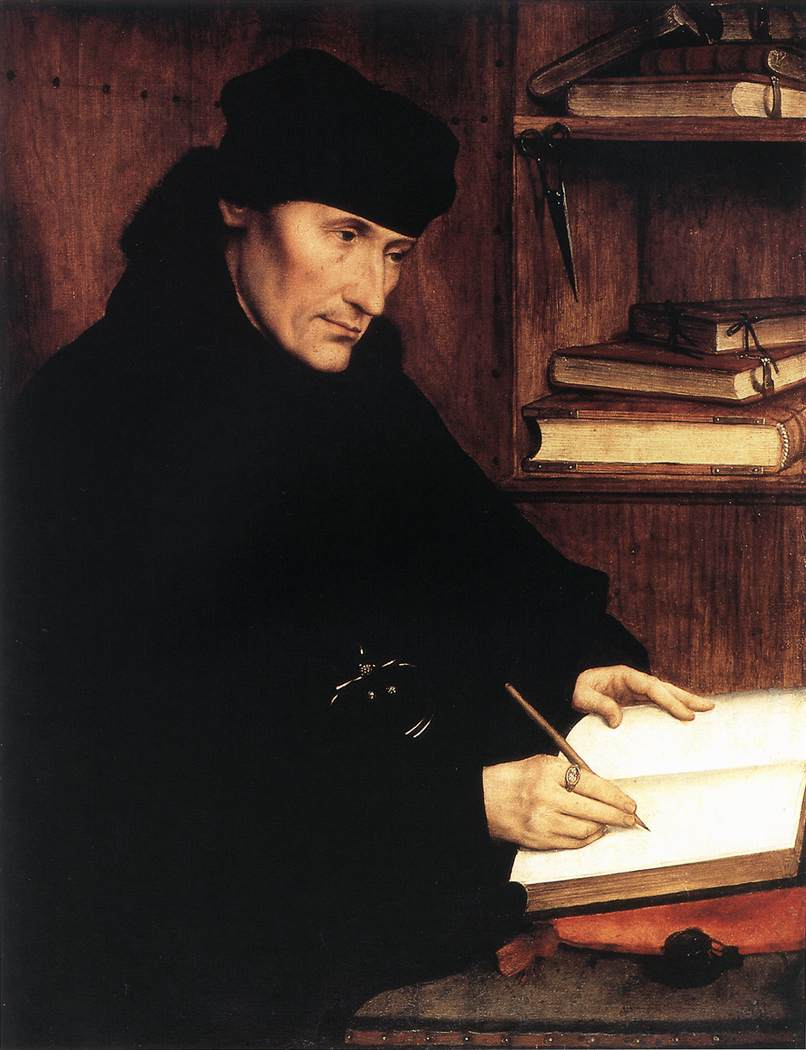
Érasme, par Quentin Metsys, 1517.

Le philosophe, humaniste et théologien néerlandais Érasme est considéré comme l'une des figures majeures de la culture européenne, Il était d’ailleurs inspiré par l’antiquité gréco-latine – païenne – au moins autant que par la Bible. Il a inspiré le nom du programme européen de mobilité étudiante Erasmus – qui est en réalité un rétroacronyme pour « EuRopean Action Scheme for the Mobility of University Students ».

## Culture européenne en images

Drapeau européen

À l'occasion de la présidence française du Conseil de l'Union européenne en 2008 et dans le cadre de la Saison culturelle européenne, l’Ina et Cultures France réalisent un site internet audiovisuel sur l’Europe des cultures, en partenariat avec le ministère de l’Éducation nationale. Cette grande fresque interactive est constituée de plus de 350 vidéos d’artistes, de créateurs, de lieux et d’évènements culturels significatifs pour chacun des pays de l’Union européenne au cours des 50 dernières années.

## Tourisme et randonnée
La démarche de labellisation Itinéraire culturel européen (ICE) contribue au développement de la culture européenne par un brassage des populations qui sont incitées à parcourir ces itinéraires.

#### Ouvrages généraux
- Georges Langlois et Gilles Villemure, Histoire de la civilisation occidentale, Montréal, Beauchemin, 2005, rééd. 2016
- Philippe Poirrier, Les Enjeux de l'histoire culturelle, Seuil, 2004
- Philippe Poirrier (dir.), L'Histoire culturelle : un «tournant mondial» dans l’historiographie?, Dijon, Éditions universitaires de Dijon, 2008
- Gérard Simon (coll.), « L'âme du monde », in Le Temps de la réflexion, Gallimard, 1989
- (de) Heinrich August Winkler, Geschichte des Westens (Histoire de l'Occident), tome 1, 2009  (ISBN 3-406-59235-X)